# Турон (единоборство)
Единоборство Турон — национальный вид спорта Узбекистана со своими правилами, методикой и системой подготовки спортсменов.

## Понятие наименования вида спорта
Значение слова «Турон» (корень «Тур», «Тура») на древних языках (тюркский язык, фарси, санскрит) имело понятие богатырь, которому свойственны такие качества как ловкость, сила, смелость. Именно это понятие определяет смысловое значение наименования единоборства Турон, которое по своему содержанию соответствует сущности вида спорта, то есть спортсмены для достижения высоких спортивных результатов должны обладать достаточной ловкостью, силой и достаточными морально-волевыми качествами.

## Направления вида спорта
Основным направлением учебно-тренировочного процесса по единоборству Турон является его спортивно-соревновательная направленность, которая реализуется в форме подготовки и участия спортсменов в соревнованиях приводящихся: 1. По вольному упражнению (mashq), в котором выполняются согласованные движения рук и ног в сочетании с движениями других частей тела, исполняемые в заданном темпе. 2. По поединку (jang), в котором используется технико-тактический арсенал, состоящий из ударов (zarba) руками и ногами, технических приёмов (usul), болевого (ogritma) и удушающего (bogma) приёмов. 3. По многоборью, в котором спортсмены выступают по вольным упражнениям и поединку.

## Допуск к занятиям единоборством Турон
Допуск к занятиям единоборством Турон не ограничен. Единоборством Турон могут заниматься лица любых профессий как мужского, так и женского пола. Занятия ими единоборством Турон в первую очередь направлено на их всестороннее, гармоническое развитие и укрепление здоровья, увеличение их творческого долголетия, совершенствование двигательных качеств, на способствование к их высокопроизводительному труду. Существует ряд профессий, для которых занятие единоборством Турон имеет важное профессионально-прикладное значение. Так, средством изучения единоборства Турон повышается профессиональная подготовка актеров, а также каскадеров в подготовке выполнения особо сложных трюков. Большое место уделяется ей при подготовке специалистов работающих в сложных условиях. На учебно-тренировочных занятиях по единоборству Турон решаются не только задачи, связанные с развитием двигательных качеств, но и образовательные — изучение основ техники выполнения и методики разучивания движений, приемов, способы страховки и помощи, приобретение знаний о влиянии всех упражнений на организм занимающихся. Быстрое развитие и широкое использование его технических действий объясняется следующим: 1. Они являются эффективным средством воспитания и совершенствования физических и морально-волевых качеств, необходимых в быту, спорте и трудовой деятельности; 2. Они необычны и зрелищны. У спортсменов формируется правильная осанка, рельефная и гармонично развитая мускулатура, действия спортсменов характеризуются высокой координированностью, смелостью, красотой движений; 3. Сложность и разнообразие двигательных действий чрезвычайно велика. Их новизна и разнообразие гарантирует высокую заинтересованность занимающихся, и позволяет заниматься единоборством Турон юношам и девушкам с различными физическими данными. Занятия единоборством Турон допускается начинать мальчикам и девочкам в возрасте 5-6 лет.

## Медицинские основы единоборства Турон
Единоборство Турон сочетает в себе лечебную и оздоровительную физкультуру, также назначением единоборства Турон являются: а) укрепление здоровья и физического телосложения; b) повышение работоспособности организма и его сопротивление старению; c) развитие интеллекта, морально-волевых качеств, сопротивление вредным привычкам; d) совершенствование психики, увеличение способности самоконтроля; e) развитие логического мышления, улучшение памяти. Основными критериями развития физических качеств спортсменов при занятии единоборством Турон являются: а) гибкость; b) ловкость; c) координированность; d) прыгучесть; e) сила; f) выносливость; g) быстрота. Занятия единоборством Турон обеспечивают укрепление и развитие физиологических качеств спортсмена как: а) функциональных возможностей организма; b) сердечно-сосудистой системы; c) опорно-двигательного аппарата; d) мышечных тканей; e) нервной системы; f) внутренних органов и эндокринной системы. Для развития психофизиологических качеств спортсмена используются: а) гимнастические и акробатические упражнения; b) легкоатлетические упражнения; c) плавание; d) спортивные игры и др.

## Педагогические основы единоборства Турон
Обучение культуре поведения занимающихся в единоборстве Турон имеет огромное значение и занимает одно из главенствующих мест в воспитательном процессе. Культура поведения, основанная на высоких морально-этических принципах как благородство, справедливость, доброта и др. воспитывает у вовлеченных в единоборство Турон лиц такие качества как порядочность, чуткое и уважительное отношение к окружающим, высокую самодисциплину. Духовное развитие спортсменов в единоборстве Турон подразумевает воспитание в них терпимости, взаимопонимания, чувства братства, благородства, человеколюбия, справедливости, а также принципы высокой морали — непорочность помыслов, уважение младших и почитание старших, высокая дисциплина, взаимопомощь, волю к достижениям высоких целей.

## Единоборство Турон как важное средство пропаганды физической культуры и спорта
Спортсмены, занимающиеся единоборством Турон, одинаково успешно выступают с показательными выступлениями и на стадионе, и на сцене, и в местах отдыха населения. Они являются непременными участниками государственных, спортивных и народных праздников, а также международных форумов.

## Основные термины
К основным терминам в единоборстве Турон относятся:
- Атака — действие спортсмена, имеющее целью добиться победы или преимущества над соперником;
- Балансирование — действия спортсмена направленные на удержание устойчивости положения тела;
- Вращение — действия спортсмена направленное на вращение тела вокруг своей оси;
- Выступление — выступления спортсменов в соревнованиях, обусловленных Правилами единоборства Турон;
- Дополнительная опора — упор другими частями тела способствующее удержанию равновесия или устойчивости;
- Дистанция — расстояние между двумя спортсменами;
- Касание — прикосновение к опоре рукой или другой частью тела, не предусмотренное техникой выполнения технических действий в прыжках или приземления, и не повлиявшее на его исполнение;
- Комбинация — варианты связок составленных из двух и более действий технико-тактического арсенала;
- Контакт — действие руками (ногами), вследствие чего произошло механическое воздействие на тело соперника;
- Контратака — действие спортсмена, имеющее целью добиться победы или преимущества, в момент попытки соперника провести то или иное техническое действие;
- Обхват — действия руками (ногами) с целью ограничить движения соперника или выполнить то или иное техническое действие;
- Потеря направления — отклонение в сторону от осевой линии направленного движения;
- Потеря темпа — замедление скорости движения при переходе от одного движения, элемента или приема к другому;
- Прыжок — действия спортсмена, имеющее целью выполнить то или иное техническое действие в безопорной фазе или уход от атаки соперника;
- Сектор — «секторно-анатомическое» деление фигуры человека;
- Соперник — спортсмен, стремящийся добиться более высокого результата;
- Стойка — положение тела спортсмена направленное для выполнения тех или иных технических движений или действий: а) Правая стойка — положение тела спортсмена, когда правая часть его тела выведена вперед; б) Левая стойка — положение тела спортсмена, когда левая часть его тела выведена вперед и др.;
- Техника — точность выполнения того или иного движения, элемента или приема;
- Технический комплекс — упражнение, состоящие из технико-тактического арсенала единоборства Турон;
- Захват — действие руками (двумя или одной) с целью удержать или выполнить то или иное техническое действие;
- Защита — действие спортсмена, имеющее целью ликвидировать попытку соперника выполнить то или иное техническое действие.

## Спортивная форма и средства защиты
Основной спортивной формой единоборства Турон является специальная спортивная универсальная форма (yахtak). Допускается использование спортивной униформы белого, синего и красного цветов.
Спортсменам, в процессе подготовки и участия в соревнованиях, проводимых по поединку использование средств защиты — спортивного шлема, спортивных перчаток, спортивных сапожек, а также загубника (капа) является обязательным.

## Соревнования
Организация и проведение соревнований по единоборству Турон осуществляется в соответствии с Правилами единоборства Турон, утверждёнными Международной Ассоциацией единоборства Турон:
1. По вольным упражнениям — среди спортсменов начиная с 7 летнего возраста.
2. По поединкам — среди спортсменов начиная с 11 летнего возраста.
3. По многоборью — среди спортсменов начиная с 16 летнего возраста.